# Моласи
Мо̀ласи (на гръцки: Διαλεκτό, Диалекто̀ или Διαλεχτό, Диалехто, катаревуса: Διαλεκτόν, Диалектон, до 1955 година Μόλαση, Моласи) е село в Егейска Македония, Гърция, дем Хрупища, област Западна Македония.

## География
Селото се намира на 20 километра южно от демовия център Хрупища (Аргос Орестико), на левия северен бряг на Беливод (Велос). Землището на Моласи е 15 km2. Малко извън селото на хълм се намира църквата „Свети Николай“, построена в 1874 година върху основите на стар храм.

## История

### В Османската империя
В края на XIX век Моласи е малко българско село в Населишката каза на Османската империя, което е в процес на окончателно погърчване. Според статистиката на Васил Кънчов („Македония. Етнография и статистика“) в 1900 Моласи има 150 жители българи, като цялото население е двуезично - всички мъже говорят добре гръцки, но домашният език е все още български.
На Етнографската карта на Битолския вилает на Картографския институт в София от 1901 година Моласи е чисто българско село в казата Населица на Серфидженския санджак с 19 къщи.
В началото на XX век цялото население на Моласи е под върховенството на Цариградската патриаршия. По данни на секретаря на Българската екзархия Димитър Мишев („La Macédoine et sa Population Chrétienne“) в 1905 година в Моласи има 152 българи патриаршисти гъркомани.
В Екзархийската статистика за 1908/1909 година Атанас Шопов поставя Моласи в списъка на „българо-патриаршеските, полупогърчени села“ в Населичка каза.
На етническата карта на Костурското братство в София от 1940 година, към 1912 година Моласи е обозначено като гръцко селище.

### В Гърция
През войната селото е окупирано от гръцки части и остава в Гърция след Междусъюзническата война. В 1955 година селото е прекръстено на Диалектон.
Жителите произвеждат жито, тютюн, картофи и се занимават частично исъс скотовъдство.
| Име      | Име         | Ново име | Ново име | Описание                                   |
| -------- | ----------- | -------- | -------- | ------------------------------------------ |
| Божища   | Μποζίστα    | Панагия  | Παναγία  | река на С от Моласи, ляв приток на Беливод |
| Чабурния | Τσαμπουρνιά | Итиес    | Ίτιές    |                                            |
| Ситка    | Σίτκα       | Вурло    | Βούρλο   |                                            |

| Година    | 1913 | 1920 | 1928 | 1940 | 1951 | 1961 | 1971 | 1981 | 1991 | 2001 | 2011 | 2021 |
| --------- | ---- | ---- | ---- | ---- | ---- | ---- | ---- | ---- | ---- | ---- | ---- | ---- |
| Население | 157  | 156  | 197  | 253  | 195  | 184  | 128  | 171  | 124  | 204  | 56   | 25   |

## Личности
Родени в Моласи
- Апостол Михайлов (Απόστολος Μιχαήλ), гръцки андартски деец, агент от ІІІ ред[12]
- Атанас Караманов (Αθανάσιος Καραμανίδης), гръцки андартски деец, агент от ІІ ред[12]
- Дине Лапев (Ντίνας Λάπας), гръцки андартски деец, агент от ІІІ ред[12]
- Константин Караманов (Κωνσταντίνος Καραμανίδης), гръцки андартски деец, агент от ІІІ ред[12]
- Никола Митрев (Νικόλαος Μήτρου), гръцки андартски деец, агент от ІІІ ред[12]
- Ставро Караманов (Σταύρος Καραμανίδης), гръцки андартски деец, агент от ІІ ред[12]
- Теохар Василев (Θεοχάρης Βασιλείου), гръцки андартски деец, агент от ІІ ред[12]
- Тома Бисалинов (Θωμάς Μπισαλίνης), гръцки андартски деец, агент от ІІІ ред[12]
- Тома Попкозмов (Θωμάς Παπακοσμάς), гръцки андартски деец, агент от ІІІ ред[12]
- Христо Атанасов (Χρήστος Αθανασίου), гръцки андартски деец, агент от ІІІ ред[12]